# Josef Průša (vývojář)

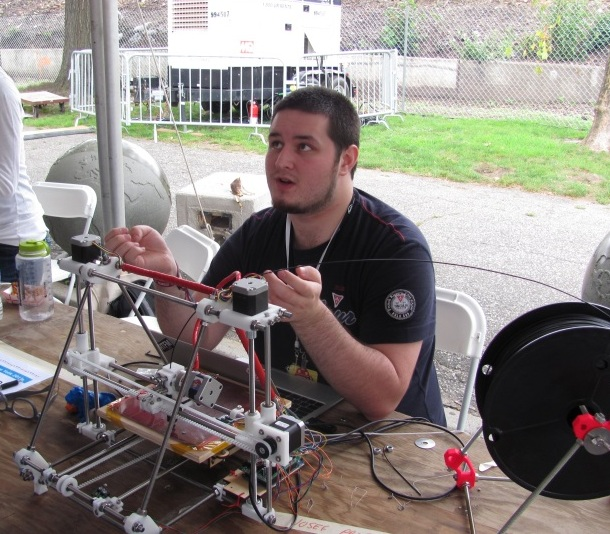
Josef Průša s Prusa Mendel i1 (2011)

Josef Průša (* 23. února 1990 Havlíčkův Brod) je český vývojář 3D tiskáren. Je majitelem firmy Prusa Research.

## Život
Josef Průša studoval aplikovanou informatiku na Vysoké škole ekonomické v Praze, kterou však nedokončil. V 19 letech začal navrhovat 3D tiskárny, v roce 2012 založil firmu Prusa Research. Základem pro jeho podnikání se stala spolupráce s projektem RepRap – projekt 3D tiskárny, která se umí částečně sama replikovat a je dostupná jako open-source hardware.
Přednáší o 3D tisku a open-source hardware. Na Filozofické fakultě Univerzity Karlovy vyučuje předmět Arduino, učil na Vysoké škole uměleckoprůmyslové v Praze.[rozpor]
Časopis Forbes ho v roce 2021 zařadil na 75. místo nejbohatších Čechů s majetkem 4,3 mld. Kč.

## Ocenění
- EY Začínající podnikatel roku 2016[5]
- Dřevěná medaile Kraje Vysočina (2012)[6]
- Mensa České republiky mu dne 6. června 2021 udělila cenu Čestné uznání Mensy ČR za rok 2021. Průša tím porazil další nominované Jiřího Březinu, Jana Frolíka, Petra Horálka a Libuši Hozovou.[7]